# Chiuiești
Chiuiești es una comuna de Rumania, en el distrito de Cluj. Su población en el censo de 2002 era de 2759 habitantes.
- Datos: Q12116695
- Multimedia: Chiuiești, Cluj / Q12116695

1. ↑  Worldpostalcodes.org,código postal n.º 407215.